# Joseph-Marie Sardou
Joseph-Marie Sardou (Marsiglia, 25 ottobre 1922 – Roma, 19 settembre 2009) è stato un arcivescovo cattolico francese.

## Biografia
Joseph-Marie Sardou nacque a Marsiglia il 25 ottobre 1922.

### Formazione e ministero sacerdotale
Il 12 marzo 1949 fu ordinato presbitero per la Congregazione del Sacro Cuore di Gesù. Nel 1957 fu eletto procuratore generale del suo ordine. Nel 1962 fondò la parrocchia romana di San Cirillo Alessandrino situata nella zona di Tor Sapienza, in viale Giorgio Morandi. Nel 1980 fu eletto superiore generale della Congregazione del Sacro Cuore di Gesù.

### Ministero episcopale
Il 31 maggio 1985 papa Giovanni Paolo II lo nominò arcivescovo di Monaco. Ricevette l'ordinazione episcopale il 30 settembre successivo nella cattedrale dell'Immacolata Concezione a Monaco dal cardinale Bernardin Gantin, prefetto della Congregazione per i vescovi, co-consacranti l'arcivescovo-vescovo di Strasburgo Charles-Amarin Brand e il vescovo ausiliare di Marsiglia Louis Jean Dufaux. Fu il primo e finora l'unico vescovo del suo ordine.
Consacrò la nuova parrocchia di San Nicola nel quartiere di Fontvieille.
Il 16 maggio 2000 papa Giovanni Paolo II accettò la sua rinuncia al governo pastorale dell'arcidiocesi per raggiunti limiti di età. Si trasferì quindi a Roma, presso la parrocchia di San Cirillo Alessandrino.
Morì a Roma il 19 settembre 2009 dopo una lunga malattia all'età di 86 anni. Il suo corpo fu successivamente trasferito a Monaco dove venne esposto in una delle cappelle laterali della cattedrale dell'Immacolata Concezione. Le esequie si tennero il 30 settembre alle ore 10:30 e furono presiedute da monsignor Bernard Barsi. La celebrazione vide la partecipazione, tra gli altri, del principe Alberto II di Monaco. Al termine del rito fu sepolto nella cripta dei vescovi sotto la cappella del Santissimo Sacramento.

## Genealogia episcopale
La genealogia episcopale è:
- Cardinale Scipione Rebiba
- Cardinale Giulio Antonio Santori
- Cardinale Girolamo Bernerio, O.P.
- Arcivescovo Galeazzo Sanvitale
- Cardinale Ludovico Ludovisi
- Cardinale Luigi Caetani
- Cardinale Ulderico Carpegna
- Cardinale Paluzzo Paluzzi Altieri degli Albertoni
- Papa Benedetto XIII
- Papa Benedetto XIV
- Papa Clemente XIII
- Cardinale Marcantonio Colonna
- Cardinale Giacinto Sigismondo Gerdil, B.
- Cardinale Giulio Maria della Somaglia
- Cardinale Carlo Odescalchi, S.I.
- Cardinale Costantino Patrizi Naro
- Cardinale Lucido Maria Parocchi
- Papa Pio X
- Papa Benedetto XV
- Cardinale Eugenio Pacelli
- Cardinale Eugène Tisserant
- Cardinale Bernardin Gantin
- Arcivescovo Joseph-Marie Sardou, S.C.J.